# Geiranger
Geiranger is een dorpje dat behoort bij de gemeente Stranda, gelegen in de fylke Møre og Romsdal in Noorwegen. Het ligt aan de Geirangerfjord, die sinds 2005 op de Werelderfgoedlijst van UNESCO staat. De plaats wordt 's zomers aangedaan door 140 tot 180 cruiseschepen en wordt jaarlijks door zo'n 700.000 toeristen bezocht.
In Geiranger is het informatiecentrum Norsk Fjordsenter. Rond de haven zijn diverse winkels en horecagelegenheden. Vanuit Geiranger is er een veerverbinding over de Geirangerfjord naar Hellesylt. In de Geirangerfjord zijn onder meer de watervallen De syv søstrene ("de zeven zusters"), Brudesløret ("Bruidssluier") en de Friaren ("Vrijer"). Op de hellingen van de fjord liggen de historische boerderijen Skageflå en Knivsflå. 
De Flydalsjuvet is een rotspunt langs de weg voor Geiranger, te voet bereikbaar, met uitzicht over de Geirangerfjord. Via een tolweg is de berg Dalsnibba bereikbaar. Na Geiranger begint de weg RV63, Ørnevegen (Adelaarsweg), deel van de nationale toeristenweg naar Trollstigen. De Storsæterfossen is een waterval waar een pad onderdoor loopt.
In Geiranger speelt zich de speelfilm The  wave af, de eerste Scandinavische rampenfilm, uit 2015.

## Externe links

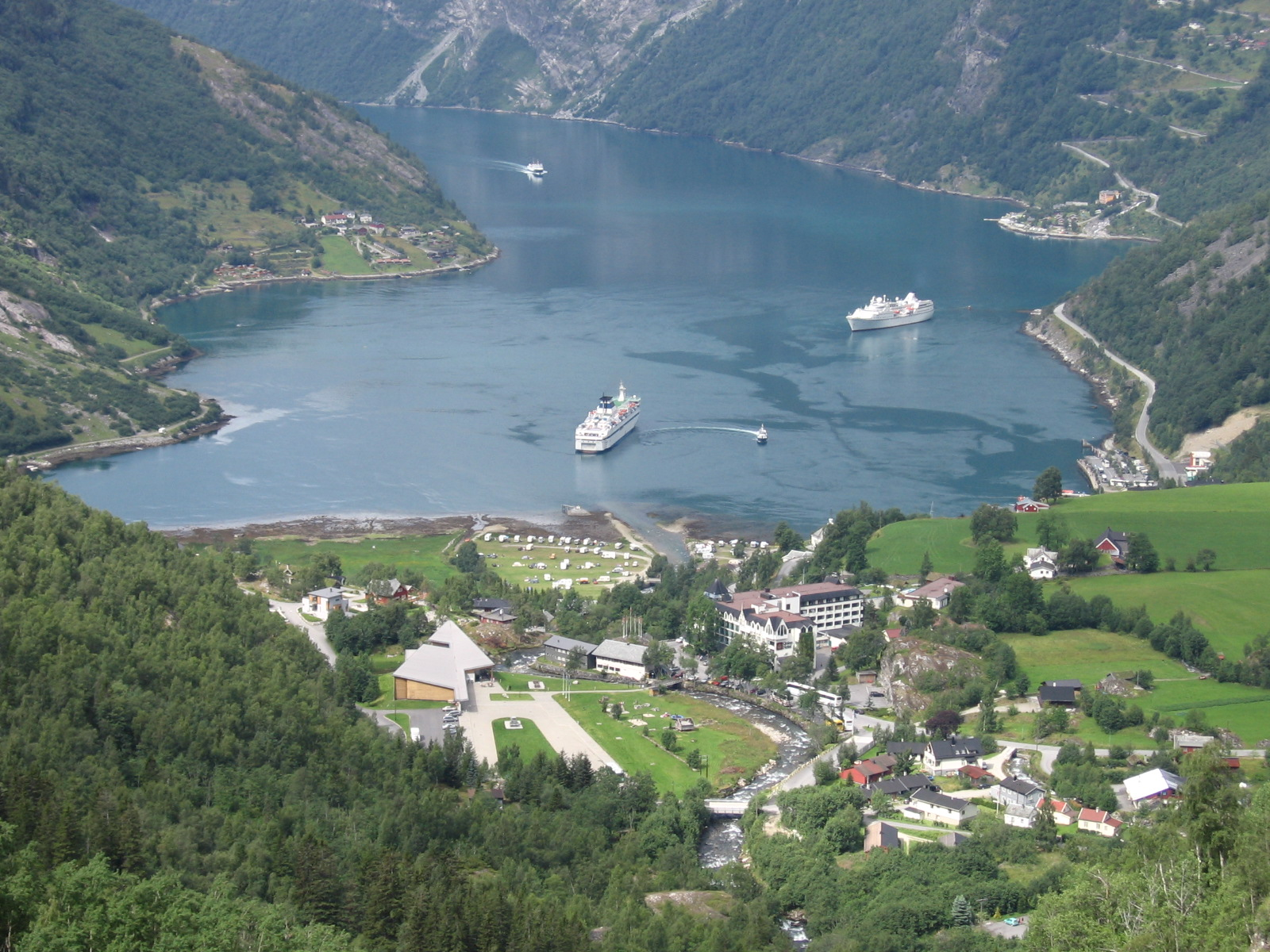